# رامون هامبرت
رامون هامبرت (بالفرنسية: Ramon Humbert)‏ هو منافس ألعاب قوى لوكسمبورغي، ولد في 1939 في إيش سوغ ألزيت في لوكسمبورغ، وتوفي في 22 أبريل 2003.

## وصلات خارجية
- رامون هامبرت على موقع أوليمبيديا (الإنجليزية)